# Clash at the Castle (2024)
Clash at the Castle (2024) (с англ. — «Конфликт в Замке») или продвигаемое как Clash at the Castle: Scotland (с англ. — «Конфликт в Замке: Шотландия») — это второе по счёту Pay-per-view (PPV) в истории WWE Clash рестлинг шоу, проводимое крупнейшим американским реслинг-промоушеном World Wrestling Entertainment (WWE). Это стало первое PPV для WWE, которое проводилось в Шотландии. Название для шоу было взято по отношению к разным замкам в и напротив Глазго.
На этом шоу было проведено пять матчей. В главном событии, Дамиан Прист победил Дрю Макинтайра и сохранил Чемпионство мира в тяжёлом весе бренда Raw. В другом важном матче, который открывал шоу, Коди Роудс победил Эй Джей Стайлза в матче I Quit и сохранил Неоспоримое Чемпионство WWE.

## Производство

### Предыстория

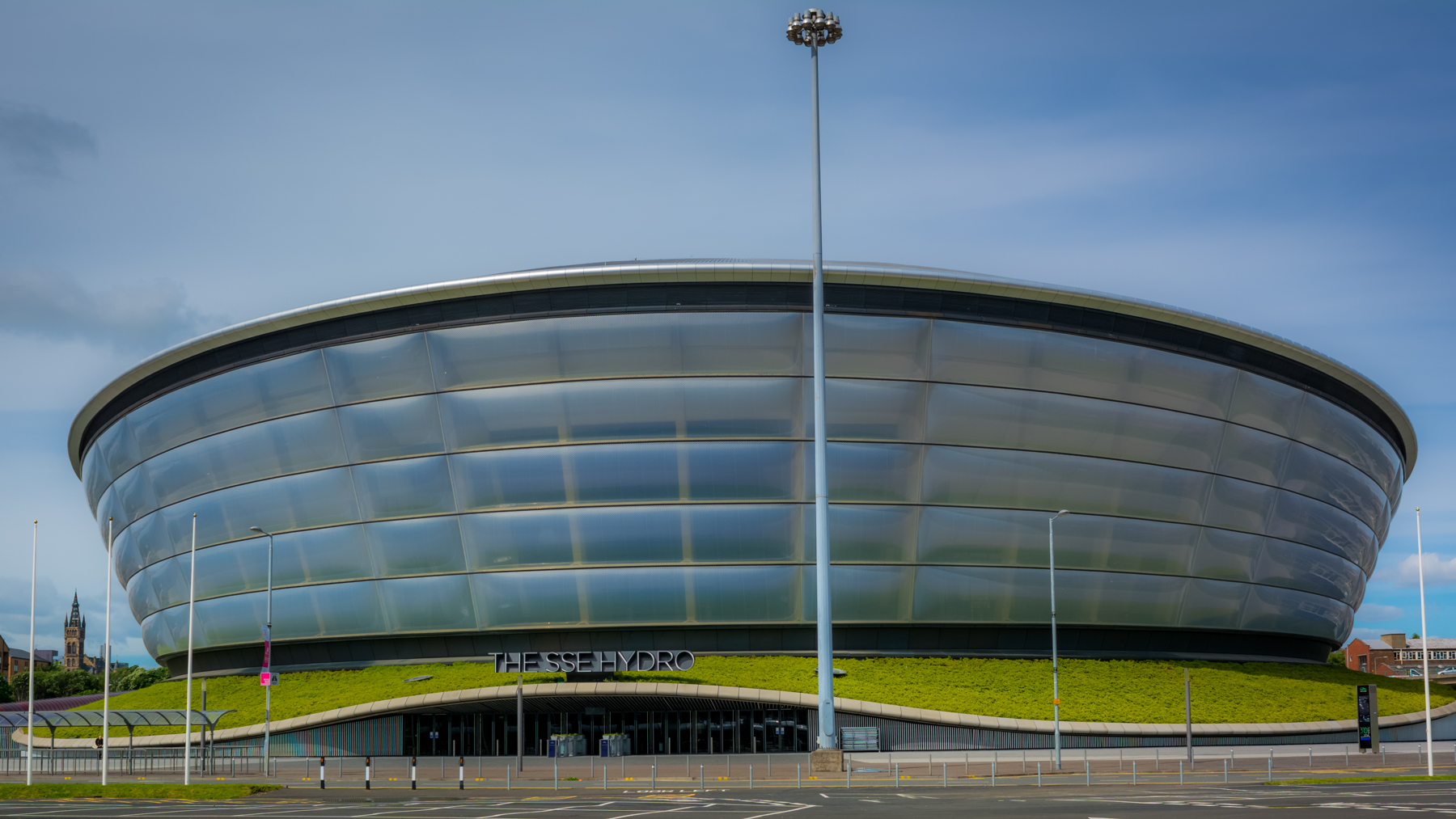
Событие проводилось на стадионе OVO Hydro в Глазго, Шотландия.

В сентябре 2022 года, американский   рестлинг-промоушн WWE провёл рестлинг шоу в Кардиффе, Уэльс под названием Clash at the Castle. Название было отсылкой на  Замок в Кардиффе, который находился рядом со стадионом где проходило шоу, Миллениум. Это было первое главное Pay-per-view (PPV) для WWE, которое проводилось в Великобритании со времён Insurrextion в 2003 году, и на стадионе Великобритании со времён SummerSlam в 1992 году.
Во время эпизода Raw 1 апреля 2024 года, было объявлено, что второй Clash at the Castle пройдёт в субботу, 15 июня 2024 года. День спустя, было объявлено, что OVO Hydro в Глазго станет стадионом, где будет проводиться шоу, которое рекламировалось под названием Clash at the Castle: Scotland, хотя на шоу не было ссылок на один из замков в Глазго. Это стало первое PPV WWE и стриминговое событие, которое проводилось в стране, так же и назначив Clash at the Castle как повторяющиеся событие в Европе. Шоу вешалось по всему миру через PPV и на стримерских сервисах Peacock в США и WWE Network в большинствах международных магазинах. Шоу также включало рестлеров из брендов Raw и SmackDown. Было также объявлено, что эпизод SmackDown перед Clash at the Castle пройдёт на той же арене. Билеты вышли в продажу 26 апреля с доступными комбо.

### Сюжетные линии
Событие будет включать пять матчей, которые будут проходить по сценариям сюжетных линий. Все сюжетные линии написаны букерами промоушена и развивались все они в течение недели на телевизионных шоу WWE — Raw и SmackDown. Рестлеры выступают как фейсы, хилы или как нейтральные персонажи, которые играли роли в развитии сюжета или кульминации в матче или серии матчей.
7 апреля, 2 ночью на WrestleMania XL, Дрю Макинтайр выиграл Чемпионство мира в тяжёлом весе. После матча, Макинтайр подошёл к специальному комментатору СМ Панку, которого он высмеивал на протяжении нескольких месяцев, и Панк соответственно атаковал его. Дамиан Прист из группировки Судный день соответственно закэшил свой контракт Money in the Bank на Макинтайра и выиграл титул. 13 мая на эпизоде бренда Raw, Прист согласился дать Макинтайру рематч за титул, когда он будет медицински готов от травмы локтя. На King and Queen of the Ring 25 мая, Пол "Трипл Эйч" Левек объявил, что Макинтайр полностью здоров и Прист будет защищать титул против него в его родной стране на Clash at the Castle: Scotland. На последнем Raw перед событием, после того, когда Макинтайр заявил, что Прист не может защитить титул без напарников по Судному Дню ("Грязный" Доминик Мистерио, Финн Балор и Джей Ди Макдона), Прист сказал, что Балор сразится с Макинтайром сегодня при условии, если Макинтайр выиграет, то все члены Судного Дня не могут появляться на ринге, но если Балор выиграет, то Судному Дню можно появляться на ринге. Соответственно, Макинтайр победил Ба́лора.
10 мая на эпизоде бренда SmackDown, Челси Грин и Пайпер Нивен были расстроены после того, когда Чемпионка WWE среди женщин Бэйли сказала, что она хочет видеть Джейд Каргилл в Турнире Королева Ринга; Каргилл тогда сразилась с Нивен той же ночью, где Нивен проиграла. Грин и Нивен дальше продолжили провоцировать Бэйли, и 24 мая матч не за титул между Бэйли и Грин был назначен, где победила Бэйли. На следующем эпизоде, Грин и Нивен жёстко избили Бэйли, и позднее той же ночью, они победили Бэйли в командном матче. Позднее, Бэйли должна будет защитить своё Чемпионство WWE среди женщин против Нивен у её дома на Clash at the Castle: Scotland.
С середины апреля, Интерконтинентальный чемпион Сэми Зейн соперничал с Чадом Гейблом из группировки Академии Альфа; после того, когда Зейн победил его за титул, Гейбл жёстко атаковал его, ства хилом в процессе. После этого, Гейбл начал высмеивать своих партнёров по Академии Альфа, Отиса, Акиру Тозаву и Максин Дюпри. Вражда Зейна и Гейбла продолжилась на King and Queen of the Ring, где Зейн сохранил свой титул в Трёхстороннем матче, где также присутствовал Бронсон Рид, после того, когда Гейбла случайно ударил Отис. 27 мая на эпизоде бренда Raw, после того, когда Отис проиграл свой матч, Гейбл сказал, что он его научит дисциплине. Когда Гейбл собирался ударить Отиса ремнём, его прервал Зейн, который сказал, сколько ещё Академия Альфа будет держаться с унижением от Гейбла. После ещё провокаций, Зейн и Гейбл начали драку, где последний выиграл в ней. На следующей неделе, Зейн вызвал Гейбла, однако, он Академия Альфа  отправила письмо от самого Гейбла, который вызвал Зейна на ещё один матч за Интерконтинентальное чемпионство. Зейн согласился защитить титул против Гейбла на Clash at the Castle: Scotland.
На Backlash France, Коди Роудс победил Эй Джей Стайлза и сохранил Неоспоримое Чемпионство WWE. 24 мая на эпизоде бренда SmackDown, Стайлз встретился с Генеральным Менеджером SmackDown Ником Алдисом и потребовал ещё один матч за титул против Роудса, пометив, что у него не осталось больше времени в его карьере, и что это будет его последняя возможность, но Алдис отменил, заявив, что Стайлз должен заслужить этот матч. На следующей неделе, Стайлз анонсировал свое завершение карьеры, и напоследок, он вызвал Роудса, чтобы передать огонь молодым; однако, во время празднования, Стайлз атаковал Роудса. На следующей неделе, разозлённый на Стайлза, Роудс принял вызов Стайлза за титул на Clash at the Castle: Scotland в матче I Quit, и Алдис сделал матч официальным.
20 мая на эпизоде бренда Raw, Шейна Басзлер и Зои Старк выиграли четырёхсторонний командный матч и стали претендентами #1 на Командное чемпионство WWE среди женщин, которыми владели Бьянка Белэйр и Джейд Каргилл. На следующей неделе, Нечестивый союз (Альба Файр и Айла Дон) высмеяли Басзлер и Старк, заявив, что они никогда их не победят. На следующем эпизоде Raw, Басзлер и Старк вызвали Белэйр и Каргилл. После разговоров, прошёл матч между ними за титул, но он закончился победой по дисквалификации для чемпионов, так как Нечестивый союз вмешался в матч. На той же неделе на бренде SmackDown, между тремя командами произошла драка. Позднее, Белэйр и Каргилл поговорили с Генеральным Менеджером SmackDown Ником Алдисом, который объявил им, что они проведут защиту своих Командных чемпионств в Трёхстороннем командном поединке против Басзлер и Старк и Нечестивого союза, для которых это была родная страна на Clash at the Castle: Scotland.

## Шоу
| Должность:              | Имя и Фамилия:   |
| ----------------------- | ---------------- |
| Английские комментаторы | Майкл Коул       |
| Английские комментаторы | Кори Грейвс      |
| Английские комментаторы | Уэйд Барретт     |
| Испанские комментаторы  | Марсело Родригес |
| Испанские комментаторы  | Джерри Сото      |
| Ринг-анонсер            | Самата Ирвин     |
| Рефери поединков        | Джессика Карр    |
| Рефери поединков        | Дэн Энглер       |
| Рефери поединков        | Эдди Оренго      |
| Рефери поединков        | Чарльз Робинсон  |
| Интервьюер              | Кэтти Келли      |
| Панель пре-шоу          | Джэки Редмонд    |
| Панель пре-шоу          | Биг И            |
| Панель пре-шоу          | Кевин Оуэнс      |

### Важные матчи
Шоу открылось с матча, где Коди Роудс защищал своё Неоспоримое Чемпионство WWE против Эй Джей Стайлза в матче "I Quit". Коди Роудс начал матч с множество ударов, пока Стайлз не реверсировал Удар Ужаса в "Атомический Дроп". Драка продолжилась за рингом, где они пришли за кулисами, пока они не вернулись на ринг. Во время матча, когда он приковал в наручники Роудса, Стайлз подошёл к маме Роудса (Мишель Роудс), которая была в зрительском зале, сказав ей, чтобы она дала ему пощёчину. Освободившись от наручников, Роудс провёл Стайлзу Коди Каттер и три Кросс Роудса, привязал Стайлза в угол ринга и направился ударить Стайлза стальными ступнями. Стайлз сразу же сказал слова "I quit", и Роудс выиграл матч и сохранил титул. После матча, Роудс ударил Стайлза стальной лестницей. После матча, на него напал Соло Сикоа и его группировка The Bloodline, пока Рэнди Ортон и Кевин Оуэнс не вышли и отбились от Bloodline.
Во втором матче, Бьянка Белэйр и Джейд Каргилл защищали своё Женское Командное Чемпионство WWE против Шейны Басзлер и Зои Старк и гражданин Шотландии Альбы Файр и Айлы Дон, известны как Нечестивый союз. В моменты завершения матча, Белэйр и Каргилл провели Базслер комбинацию DDT и Суплекс Wheelbarrow, но Дон вытолкнула Каргилл с ринга и удержала Базслер и выиграв титулы. После матча, Файр и Дон отпраздновали титулы с фанатами из их страны и с их семьями, которые сидели на переднем ряду.
В третьем матче, Сэми Зейн защищал своё Интерконтинентальное чемпионство против Чада Гейбла (в компании с его напарниками по Академии Альфа, Отисом и Максин Дюпри). Под конец матча, Гейбл провёл болевой Захват Лодыжки Зейну, но случайно ударил Дюпри на её травмированную ногу. Отис поднял Дюпри и ушёл от Гейбла. Зейн соответственно провёл Хеллува Кик Гейблу и сохранил титул.
В предпоследнем матче, Бэйли защищала своё Чемпионство WWE среди женщин против гражданинки Шотландии Пайпер Нивен (в компании с Челси Грин). Во время матча, Грин вывезла Бэйли из-за ринга, когда в это время Бэйли наступила на её пальцы. Грин начала разговаривать с судьёй, пока он её не выгнал из ринга. Грин вернулась на ринг, надев на голову маску лучадора и отвлекла судью. Нивен провела Бэйли хэдбатт, которая свернула её в Драйвер Вешателя (с англ. — «The Crucifix Driver») и сохранила титул.

### Главное событие
В главном событии, Дамиан Прист защищал своё Чемпионство мира в тяжёлом весе против гражданина Шотландии Дрю Макинтайра, где его напарники по Судному Дню ("Грязный" Доминик Мистерио, Финн Балор и Джей Ди Макдона) не могут появляться на ринге. В середине матча, лодыжка Приста застряла в верёвках, где Макинтайр воспользовался этим и начал бить его, однако, он смог освободиться из верёвок без травм.
В разгар матча, Прист случайно атаковал и вырубил судью. Макинтайр провёл ему Клэймор и удержал его, но из-за того, что судья был без сознания, он не смог выиграть матч. Второй судья появился, ожидаемо подменив первого, но отсчитал только два, несмотря на то, что Макинтайр до сих пор удерживал Приста. Судья позднее был выявлен как CM Панк, с которым Макинтайр соперничал на протяжении нескольких месяцев. Разозлённый Макинтайр попытался атаковать Панка, но Панк ударил его лоу-блоу. Прист соответственно провёл Чоукслэм Южный Рай Макинтайру и сохранил титул, когда первый судья очнулся, не заметив вмешательства Панка. После матча, Панк праздновал с фанатами, когда Макинтайр злился и толкал судьей в честь протеста вмешательства Панка.

## Оценки и отзывы шоу
Дейв Мельтцер из Wrestling Observer Newsletter выставил оценки Clash at the Castle: Scotland 2024 года:
- Матч за Неоспоримое Чемпионство WWE на 4,75 звезды (лучшая оценка всего шоу)
- Матч за Интерконтинентальное Чемпионство WWE на 4,5 звезды
- Трёхсторонний матч за Женское Командное Чемпионство на 2,75 звезды (худшая оценка за всё шоу)
- Матч за Чемпионство WWE среди женщин на 3,5 звезды
- Главное событие за Чемпионство мира в тяжёлом весе на 3,75 звезды.[23]

## После шоу

### Raw
На следующем эпизоде Raw 17 июня, Сет Роллинс вернулся впервые с WrestleMania XL. Роллинс начал говорить про матч Money in the Bank, пока его не прервал Дамиан Прист. Прист показал уважение Роллинсу, и предложил ему вызов на матч за титул на Money in the Bank, который Роллинс принял. На следующей неделе, Роллинс добавил условие к их матчу - если он проиграет, он не может претендовать на титул, пока Прист чемпион; однако, если Прист проиграет, ему нужно покинуть Судный День. Роллинс позднее проиграет этот матч, временно из-за вмешательства победителя Money in the Bank Дрю Макинтайра, который присоединился в матч, и нападение на того от СМ Панка.
На следующем эпизоде Raw, Дрю Макинтайр вышел на ринг, чтобы поговорить насчёт своего поражения на Clash at the Castle, пока его не встретили кричалки фанатов про СМ Панка; Макинтайр заявил, что больше так не может продолжаться, разозлился на WWE, и объявил, что он уходит, отказавшись от вопросов и требований от судей для объяснения. После того, когда Панка атаковали на SmackDown 21 июля, Макинтайр вернулся без предупреждения 24 июля на эпизоде бренда Raw, заявив, что он будет на матче Money in the Bank и закэшит кейс той же ночью, чтобы стать новым Чемпионом Мира в тяжёлом весе, несмотря на вмешательство Панка. Он позднее сделал то, что он и сказал, выиграв матч и закэшив контракт во время матча между Сетом "Фрикин" Роллинсом и Дамианом Пристом. Однако, его снова атаковал Панк, приведя к тому, что Прист удержал его.
После проигрышу Сэми Зейну, Чад Гейбл потребовал ещё один матч за Интерконтинентальное чемпионство от Адама Пирса на следующем эпизоде Raw, который отменил матч из-за проигрышной серии Гейбла. После проигрыша Брону Строумэну,  Гейбл начал ругать своих членов Академии Альфа, пока Отис не атаковал его и все члены ушли от их бывшего лидера. Уже один, Гейбл заявил, что он будет на матче Money in the Bank и закэшит кейс, чтобы стать новым чемпионом. Однако, той же ночью, он был вместе с тем беспределом и травмами, которые им нанесли Шестёрка Уайаттов,  где его участие в матче-квалификации было под вопросом. Однако, 24 июня на эпизоде бренда Raw, очень слабый Гейбл заявил, что он до сих пор участвует в матче, и победил Строумэна и Бронсона Рида и заработал место на матч Money in the Bank. Однако, он снова встретился с членами Шестёрки Уайаттов, на этот раз с Никки Кросс, хотя она была не цель.

### SmackDown
На следующем эпизоде SmackDown, Рэнди Ортон и Тама Тонга сразились в квалификационном матче Money in the Bank, в котором они оба проиграли. Позднее, Кевина Оуэнса атаковали Тама и Тонга Лоа, которому тоже помешали выиграть матч-квалификацию. Также, матч не за титул между Соло Сикоа и Неоспоримым Чемпионом WWE Коди Роудсом прошёл без результата, когда на него опять напала The Bloodline. Оуэнс и Ортон попытались спасти Роудса, но их атаковал новый член The Bloodline, которым оказался Джейкоб Фату. Это привело к тому, что на Money in the Bank The Bloodline сразятся против Роудса, Оуэнса и Ортона.
После их поражения, Бьянка Белэйр и Джейд Каргилл обещали, что они вернут Командное Чемпионство WWE среди женщин. Они сразились с Нечестивым Союзом (Альба Файр и Айла Доун) за титулы 2 августа на эпизоде бренда SmackDown, который закончился победой для Белэйр и Каргилл по дисквалификации после вмешательства Блэйр Дэвенпорт; как итог, Файр и Доун сохранили титулы. 23 августа, ещё один матч за титулы был назначен на Bash in Berlin.

## Результаты матчей
| №                               | Результаты | Условия | Время |
| ------------------------------- | --- | --- | ----- |
| 1                               | Коди Роудс (ч) победил Эй Джей Стайлза                                                                          | Матч I Quit за Неоспоримое Чемпионство WWE | 27:45 |
| 2                               | Нечестивый Союз (Альба Файр и Айла Доун) победили Бьянку Белэйр и Джейд Каргилл (ч) и Шейну Бэйзлер и Зои Старк | Командный Трёхсторонний матч за Командное чемпионство WWE среди женщин                                                                        | 12:10 |
| 3                               | Сэми Зейн (ч) победил Чада Гейбла (с Отисом и Максин Дюпри)                                                     | Одиночный матч за Интерконтинентальное чемпионство WWE                                                                                        | 22:15 |
| 4                               | Бэйли (ч) победила Пайпер Нивен (с Челси Грин)                                                                  | Одиночный матч за Чемпионство WWE среди женщин                                                                                                | 13:30 |
| 5                               | Дамиан Прист (ч) победил Дрю Макинтайра                                                                         | Одиночный матч за Чемпионство мира в тяжёлом весе Судному Дню (Доминику Мистерио, Финну Балору и Джею Ди Макдоне) нельзя появляться на ринге. | 20:20 |
| - (ч) – чемпион на начало матча | | |       |